# Gustaaf Sorel
Pour les articles homonymes, voir Sorel.
Gustaaf Sorel (Ostende, 1905 - ibidem, 1981), est un peintre et dessinateur belge néerlandophone.

## Jeunesse

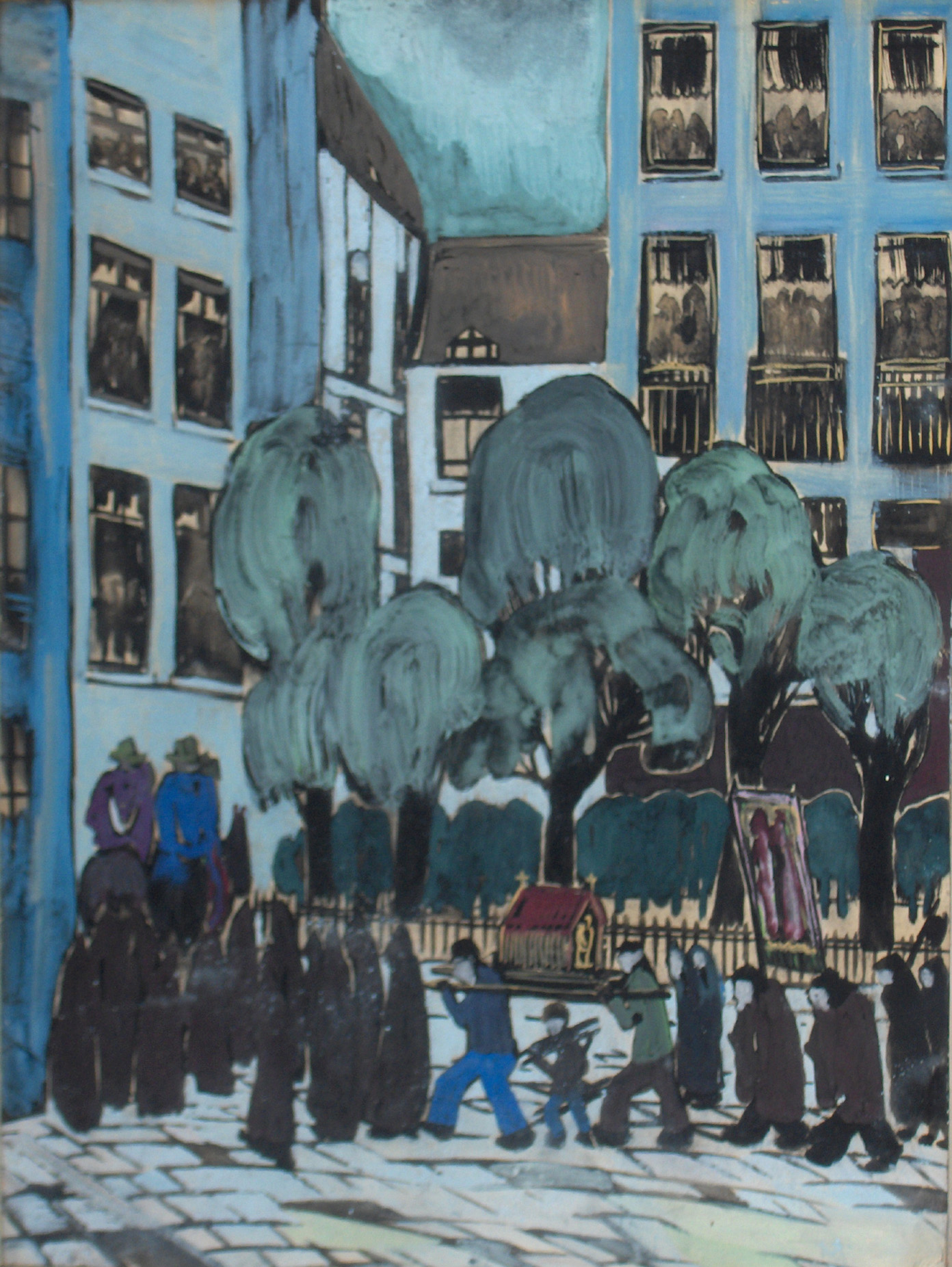
Procession, avec porteurs d'une chapelle miniature (1937).

Cadet d’une famille de trois enfants, dont les parents, Henri Sorel et Maria Blomme, divorcèrent trois ans après sa naissance, il grandit dans le quartier populaire dit Visserskwartier (‘quartier des pêcheurs’) à Ostende, où sa mère tenait dans la rue Saint-Paul (St-Paulusstraat) un magasin de linge de maison avec atelier de couture. Loin de désavouer son extraction populaire, il aimera au contraire à dépeindre ces quartiers de sa ville natale, les perpétuant dans de nombreuses vues de ville.
Les premiers rudiments de dessin qu’il reçut à l’école primaire restèrent provisoirement sans suite, le ménage ayant, à l’éruption de la Première Guerre mondiale en 1914, pris la fuite pour Londres, où le ménage mena une vie misérable et fut souvent contraint de déménager.
En 1919, après que le ménage fut revenu à Ostende, la mère reprit possession de son ancien magasin, qui avait été presque entièrement pillé, et entreprit de le rouvrir. Gustaaf Sorel suivit les cours de l’Athénée royal d’Ostende, où il fut l’élève d’Auguste Distave (1887-1947), artiste de formation classique ; néanmoins, c’est dans une large mesure en autodidacte que Gustaaf Sorel développera sa personnalité artistique. C’est aussi à l’école, et au cercle de gymnastique, qu’il fit la connaissance du futur littérateur Karel Jonckheere, amorce d’une amitié qui devait durer de longues années.

## Début de carrière
En 1925, à l’issue de son service militaire à Anvers, il consentit à suivre une formation en comptabilité. Cependant, ayant conçu le dessein de faire une carrière d’artiste, c’est à contre-cœur qu’il exerça ensuite cette activité professionnelle et qu’il accepta, comme activité d’appoint, un travail saisonnier d’employé au Casino Kursaal d’Ostende.

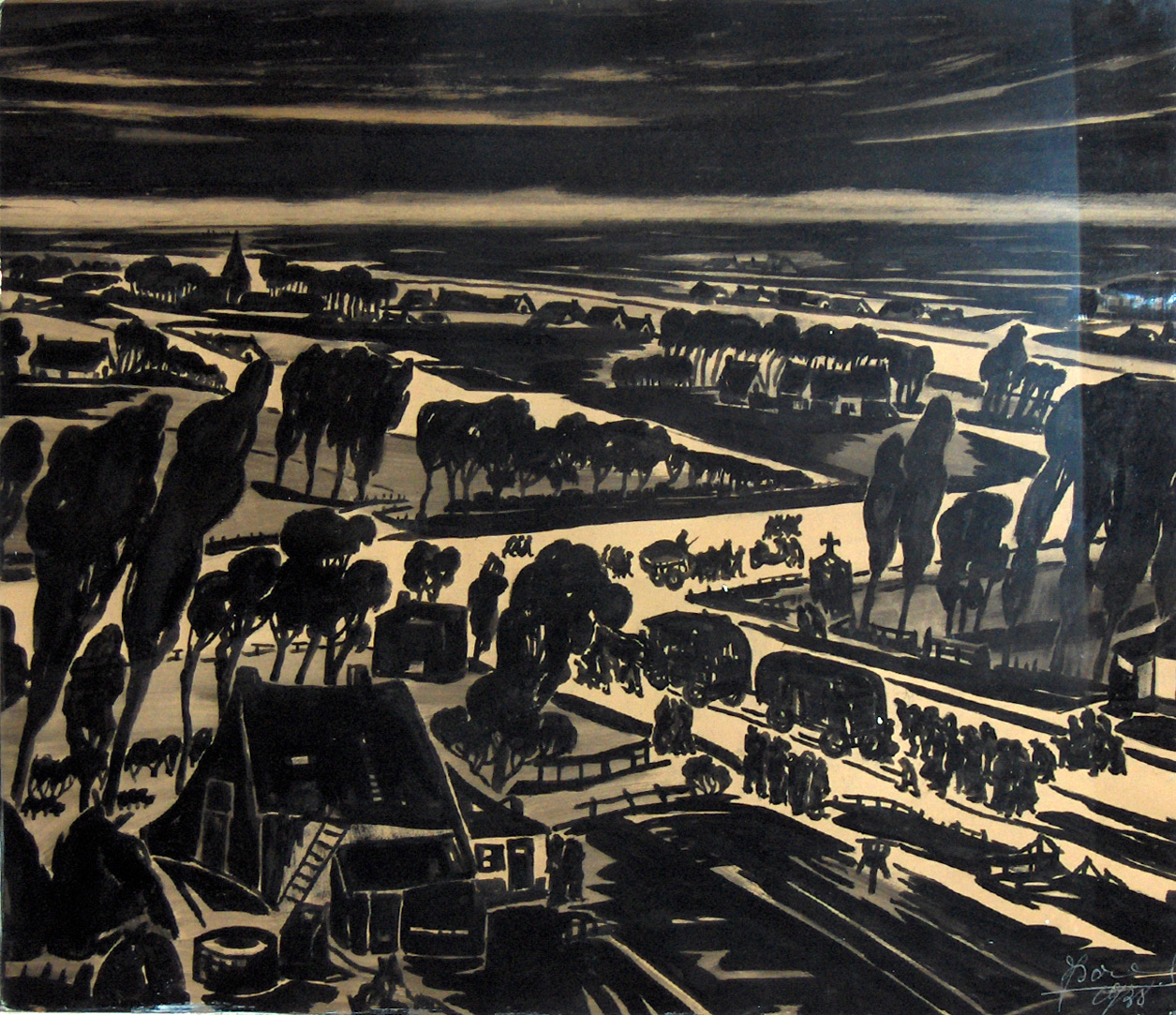
Vue panoramique avec migrants (1938).

C’est aussi des environs de 1925 que datent ses premières œuvres : des linographies et des dessins en noir en blanc, fortement inspirés par le style graphique novateur et la manière sobre de Frans Masereel et de Joris Minne. Cependant, les peintures plus colorées de Masereel ont dû également exercer une grande influence, et quelques-unes de ces œuvres laissent en outre transparaître une certaine influence stylistique de son concitoyen ostendais Léon Spilliaert.
Une des œuvres de cette première époque, Rachel, exécutée sur papier à l’encre de Chine), date de mai 1925. Il s’agit encore un dessin figuratif classique, dans lequel l’image du modèle (en fait sa première maîtresse) est construite au moyen d’un ensemble de traits courts. Il utilisera plus tard le même profil dans un autre dessin à l’encre de Chine sur papier, de 1928 : Jeune Fille dans l’ombre, où l’influence de Joris Minne est perceptible. De cette période date également le dessin le Rire (1927), œuvre hallucinatoire, où se manifeste nettement l’influence de Masereel.
Cet ensemble d’œuvres suffit à fournir, dès 1929, la matière d’une première exposition dans les locaux de la revue locale Le Carillon, puis, un an après, d’une exposition au Cercle littéraire d’Ostende. D’autres expositions suivirent au cours des années trente, notamment à la galerie d’art ostendaise Studio (dirigée par Blanche Hertoghe) dans la rue Adolf Buyl, où il tint une exposition collective conjointement avec e.a. James Ensor, lequel au demeurant y exposait de manière permanente. Ce dernier, peintre ostendais déjà célèbre, fit l’éloge de ce nouveau talent dans les termes suivants : « Gustaaf Sorel, c’est le diamant noir de la peinture contemporaine », faisant allusion à l’effet contrastant du noir et blanc dans les créations de Gustaaf Sorel et à la lumière qui en même temps s’en dégage. Les critiques d’art, eux aussi, faisaient des comptes rendus élogieux.

## Académie
Il existait alors à Ostende une Académie des beaux-arts, qui avait été établie sous le royaume uni des Pays-Bas. Reprochant à cette institution de trop privilégier l’aspect technique de la formation aux dépens de la créativité artistique, Gustaaf Sorel résolut de fonder, en 1934, conjointement avec Alfons Blomme (1889-1979), peintre et lauréat du Prix de Rome, originaire de Roulers, ― qui en sera nommé directeur―, et avec d’autres artistes locaux (Antoine Schryrgens, Daan Thulliez, Dora Rommelaere, Jef Verbrugge et Michel Poppe), une nouvelle Académie à Ostende. 
Sorel se mit par ailleurs, à la fin des années trente, à peindre en couleurs, en l’espèce des gouaches sur papier. Il travaillait alors la plupart du temps dans une cuisine obscure, en sous-sol, à la lueur d’une pâle ampoule électrique.
À cette époque remontent les œuvres suivantes :
- Sur le Chemin de l’église (« Op weg naar de kerk », env. 1935) – sombre gouache sur papier, montrant un groupe de gens cheminant, recroquevillés de froid, vers l’église sous un ciel couleur de plomb. La scène est rendue en couleurs sombres, il s’agit presque d’un dessin en noir et blanc.
- Paysage panoramique (« Panoramisch landschap ») – gouache sur papier en couleurs sombres.
- Le Baptême, vue de village (« De doop, dorpsgezicht ») – autre gouache sur papier de 1937, plus coloré déjà, cependant l’aspect sombre demeure.
- Procession avec porteurs d’une chapelle miniature (« Processie met dragers van een miniatuurkapelletje », 1937) – gouache sur papier.
- Vue panoramique avec migrants (« Panoramisch gezicht met volksverhuizers », 1938) – dessin à l’encre de Chine utilisant des traits assez raides à la façon de Frans Masereel.
- Digue de mer (« Zeedijk », 1939) – dessin à l’encre de Chine sur papier, aux lignes raides également, avec l’influence de Léon Spilliaert.

## Deuxième Guerre mondiale

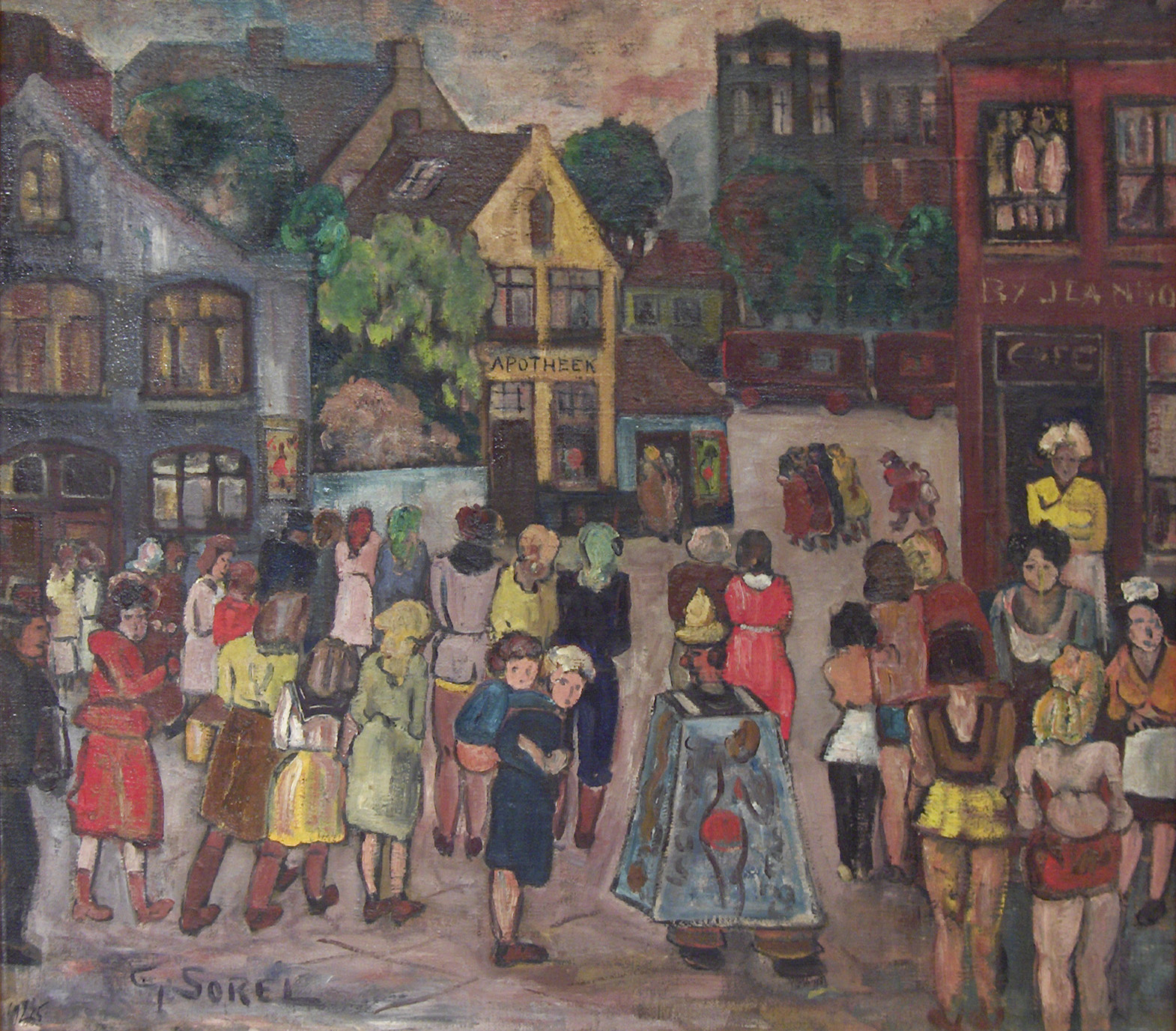
En Route pour la ducasse (1945).

De nouveau appelé sous les armes en janvier 1940, Gustaaf Sorel fut, après la capitulation de l’armée belge le 28 mai 1940, interné comme prisonnier de guerre dans une caserne ostendaise. De même que beaucoup d’autres miliciens flamands, il fut libéré après seulement quelques mois de détention. Il trouva un emploi en tant qu’employé municipal à la Commission d’assistance publique (l’actuel CPAS), et fit fonction de délégué auprès du Secours d’hiver. En 1944, les habitants du centre ville d’Ostende furent évacués de force sur ordre de l’occupant allemand. Le ménage Sorel trouva à s’héberger chez les grands-parents du côté maternel à Wezembeek-Oppem, non loin de Bruxelles, puis alla s’installer à Ixelles.
Même en ces temps difficiles, il ne cessa de dessiner et de peindre. Peu à peu, les couleurs se font plus présentes dans son œuvre, mais le coloris et l’atmosphère demeurent sombres. Vers 1945, il commença pour la première fois à peindre à l’huile sur toile.
- Attroupement (« Volkstoeloop », 1942) – gouache sur papier.
- Caravane publicitaire d’un cirque (« Publiciteitscaravaan van een circus », 1942) – gouache sur papier
- Chemin de forêt (« Bosweg », 1944) – gouache sur papier.
- En route pour la ducasse (« Op weg naar de kermis », 1945) – huile sur toile, aux couleurs plus variées.
- La Chapelle de Bredene (« Kapelletje van Bredene », 1945) – encre de Chine sur papier.

Sorel peignait les gens du peuple, attroupés dans la rue à écouter un tribun, ou regardant une baraque foraine ou un cirque, ou suivant résignés une procession ou un chariot bâché. Les personnages ainsi figurés ont souvent le dos tourné au spectateur, et seuls quelques rares personnages, au visage sans expression, regardent, l’air ennuyé, en direction du spectateur. D’autre part, il produisit quelques marines et des œuvres montrant des paysages sombres. C’est aussi à partir de cette époque que les façades des maisons, avec leurs fenêtres, commencent à jouer un rôle dans sa production, consacrant la ville comme thème central. Des femmes vêtues selon la mode font leur apparition dans ses peintures ; l’épouse de Gustaaf Sorel étant couturière, des revues de mode étaient disponibles à la maison.

## Abattoir

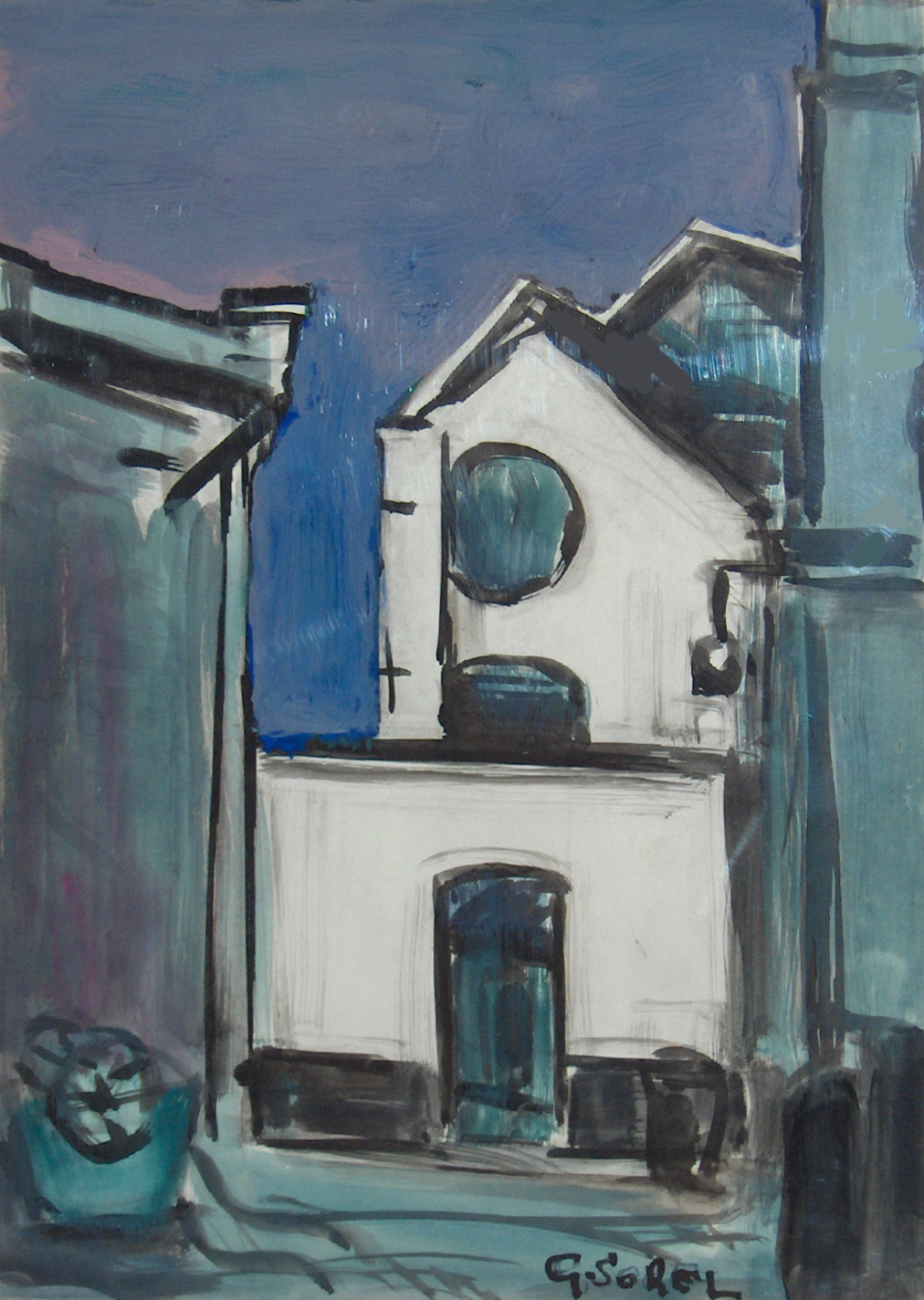
Abattoir (vers 1950).

Fin 1944, après ce bref séjour à Wezembeek-Oppem et à Ixelles, le ménage Sorel retourna à Ostende. En 1946, Gustaaf Sorel se fit embaucher comme employé à l’abattoir municipal d’Ostende. Il occupera cet emploi jusque vers 1967, lorsque des raisons de santé le contraignirent à prendre sa retraite.
Au fil des années, l’abattoir fournira le sujet de plusieurs dessins à l’encre de Chine, de même que des deux peintures Abattoir (« Slachthuis »), en teintes blanches, bleues et grises, et Bureau à l’abattoir (« Bureau in het Slachthuis »), représentant le bureau qu’y occupait Sorel.

## Académie
Durant cette période d’après-guerre, il remit sur pied l’Académie. Initialement dotée du statut d’académie libre, et à ce titre subventionnée par l’État avec grande parcimonie, elle devint plus tard l’Académie municipale des Beaux-Arts. Il en fut nommé directeur en 1948 et occupa cet office jusqu’en 1977, date à laquelle il passa, alors âgé de 72 ans, le relais à son successeur, le peintre ostendais Willy Bosschem. En ces années figuraient dans le corps enseignant de cette académie plusieurs grands noms du monde des arts, tels que Maurice Boel (1913-1998), Raoul Servais, Jef de Brock et le sculpteur Pieter-Bernard Vanhumbeeck.
Pour nombre d’artistes aujourd’hui connus, cette académie des beaux-arts sera l’amorce de leur carrière : Étienne Elias (1936), Daniël Declercq, Redgy van Troost, Jacki Tavernier, André Sorel (fils de Gustaaf Sorel), Hubert Minnebo, Roland Devolder, Francine van Mieghem (qui deviendra plus tard l’épouse de George Grard), Julien Hermans, Mia Moreaux, Denise Verstappen (1933-2002), Pierre Remaut, Roger Remaut, et beaucoup d’autres encore.
Ce fut pour Sorel une période féconde :
- Les trois Fils (« De drie Zoons », 1948) – charbon de bois sur papier (représentation de ses trois enfants Louis, André et Willy).
- Le Cirque (« Het circus », 1949) – huile sur panneau ; une de ses rares œuvres d’allure plus joyeuse.
- Cérémonie de bénédiction de la mer (« Zeewijding », 1949) – encre de Chine sur papier.
- Magasin en ville (« Winkelpand in de stad », 1950) – encre de Chine sur papier.
- Diablesses (« Duivelsmeisjes ») et Deux Figures : travestis au Lapin Agile (« Twee figuren : Travesties uit de Lapin agile », vers 1950) – gouache sur papier (à l’occasion d’un voyage à Paris).
- Immeuble-tour (« Torengebouw », 1953).

## Percée

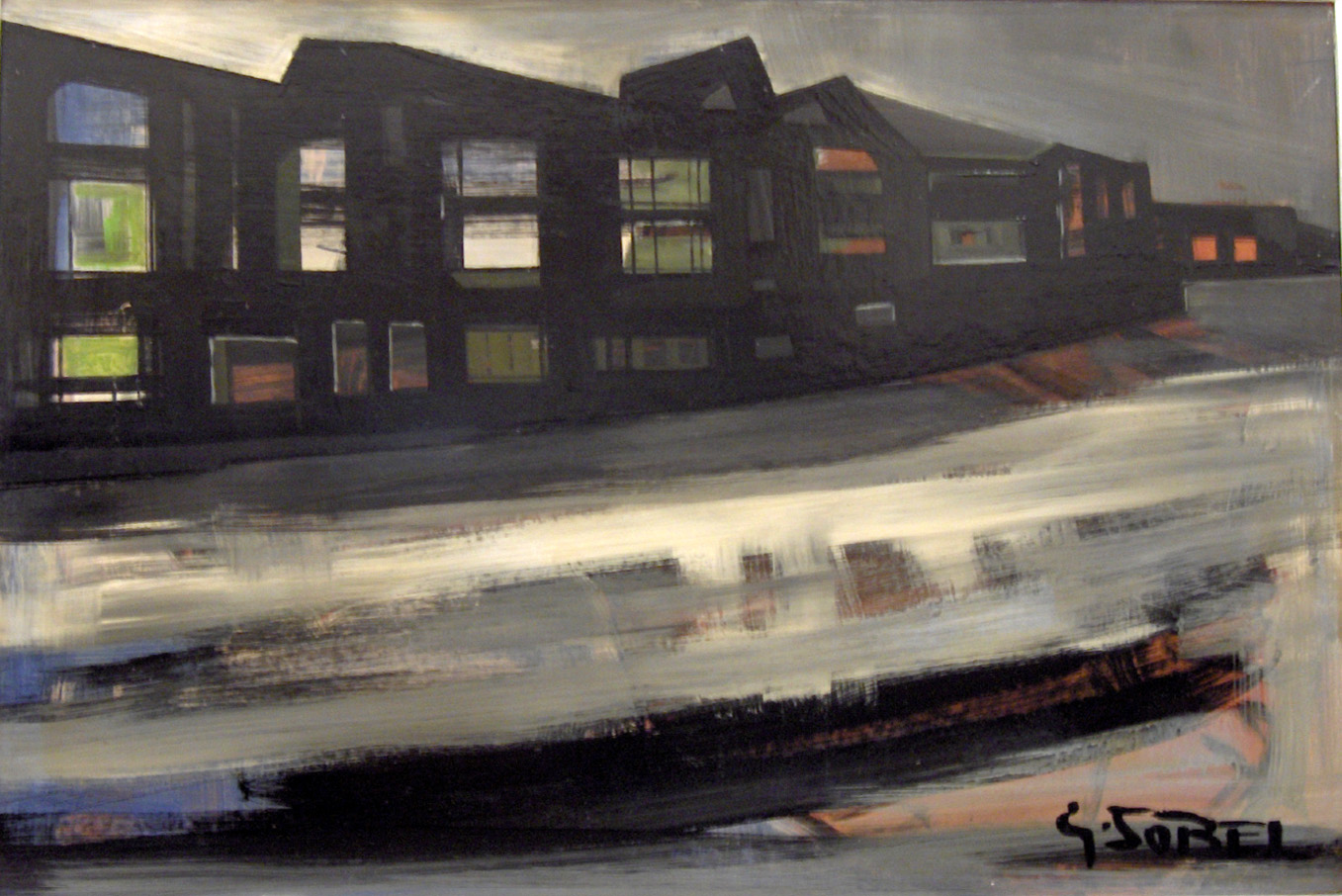
Hangar I (vers 1965).

Jouissant d’une notoriété croissante, Gustaaf Sorel tiendra dorénavant une exposition quasiment chaque année, la plupart du temps à Ostende, mais aussi à Bruxelles, Courtrai, puis finalement à l’étranger, notamment à Paris (1954), Valence, Bordeaux, Brive, Düsseldorf (1962), New York et Philadelphie.
Après 1953, son style continuant d’évoluer, la figuration de façades menaçantes va s’amplifiant et tend à se faire, en quelque sorte, obsédante. Il utilise un tracé vertical, noir et appuyé, et recourt parfois à une palette très contrastée. Cette manière, jointe aux déformations cubistes, confère aux rues et aux façades, ainsi qu’aux scènes qui s’y déroulent ou aux personnages qui y évoluent, un surcroît d’intensité dramatique. D’autres artistes se sont emparés du thème des façades et des fenêtres, parmi lesquels Charles Baudelaire dans le texte Fenêtres (de Petits poèmes en prose), et le chanteur Jacques Brel dans sa chanson Les Fenêtres.
Dans les années 1960, sa santé se détériora, et il dut subir plusieurs interventions chirurgicales. Cependant, rien de cela ne le retenait de peindre sans relâche : 
- Vue de ville (« Stadsgezicht », 1956) – huile sur panneau.
- Belgique - vue d’une rue (« België (straatgezicht) », 1957) – huile sur toile.
- Rue avec promeneur solitaire (« Straat met eenzame wandelaar », 1959).
- Les Jumeaux (« De Tweeling », 1960) – huile sur panneau.
- Le Quai-aux-Pêcheurs à Ostende (« Visserskaai », 1963) – huile sur panneau.
- La Maison blanche (« Het Witte Huis », 1964) – huile sur panneau.
- Vue de la digue de mer avec réverbère (« Zicht op de Zeedijk met Straatlantaarn », 1965) – huile sur panneau.
- Hangar I (1965-1966) – huile sur toile.
- Une « Spieke » (1970) – encre de Chine sur papier.
- Mère et Enfant (« Moeder en kind », 1970) – gouache sur papier (représentant l’épouse et le fils de Willy Sorel, fils du peintre).
- Le Diable et la Fée (« De duivel en de fee ») – illustrations d’un recueil de contes intitulé Als d’oude Peperbus vertelt… (1976).
- Le Coin perdu (« De Verloren Hoek », 1977).

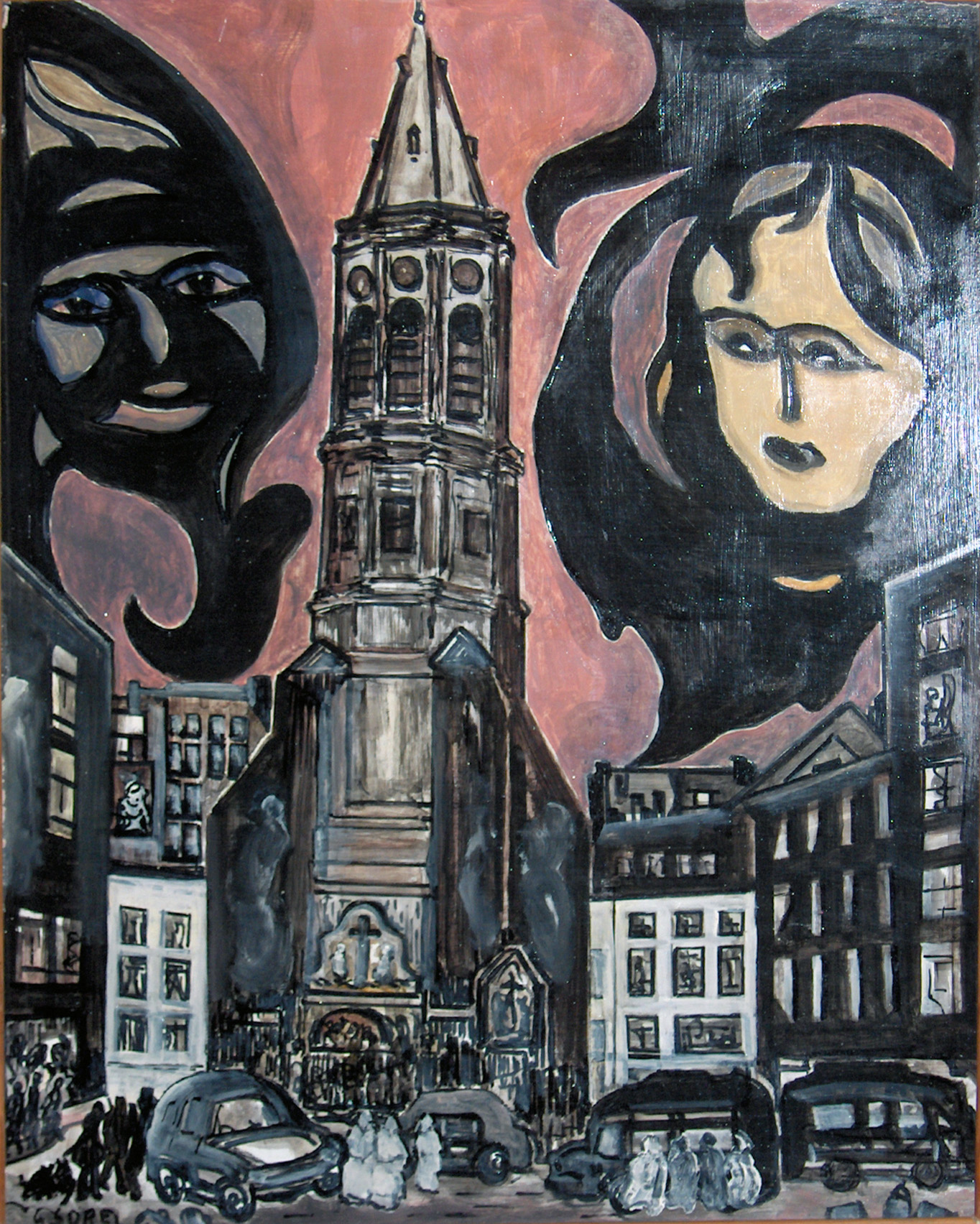
Le Diable et la Fée (1976).

Incapable de s’arrêter de dessiner ou de peindre, il était toujours occupé à quelque création artistique ; ainsi a-t-on de lui toute une série de têtes, dessinées dans un fascicule d’échantillons de papier-peint (années 1970).
Gustaaf Sorel connut enfin la consécration, notamment sous la forme de grandes rétrospectives consacrées à son œuvre et organisées dans sa ville natale, savoir en 1970 (au Musée des Beaux-Arts d’Ostende) et en 1975 (dans le Kursaal). Un brillant hommage lui fut rendu en 1978, à l’occasion duquel fut édité un livre d’art, composé par son fils Louis Sorel, avec des contributions d’auteurs connus, tels que son ami l’écrivain Karel Jonckheere. 
Il se vit en outre remettre plusieurs récompenses : 
- Prix du Kursaal d’Ostende (1937)
- Prix Thorlet de l’Académie française (1954)
- Médaille d’argent de la ville de Paris (1954)

En 1977, il renonça à son poste de directeur de sa chère académie. Sa santé déclina alors rapidement, et il mourut à Ostende en 1981.
Son œuvre fit l’objet d’une exposition à la galerie ostendaise De Peperbusse en 1980 et en 1981, et une plaque fut apposée à la façade de son ancien domicile en décembre 1982, à l’occasion d’une nouvelle exposition au Musée des Beaux-Arts.
Dans la période 1976-1991, son fils aîné Louis Sorel entretint une exposition permanente des œuvres de son père dans le Musée Gustaaf Sorel, au 61 de la rue Saint-Paul (Sint-Paulusstraat) à Ostende, à côté de la maison qu’avait autrefois habitée son père.
Enfin, de décembre 2005 à février 2006 eut lieu une grande exposition rétrospective aux Venetiaanse Gaanderijen ('Galeries vénitiennes'), à Ostende.

## Conclusion

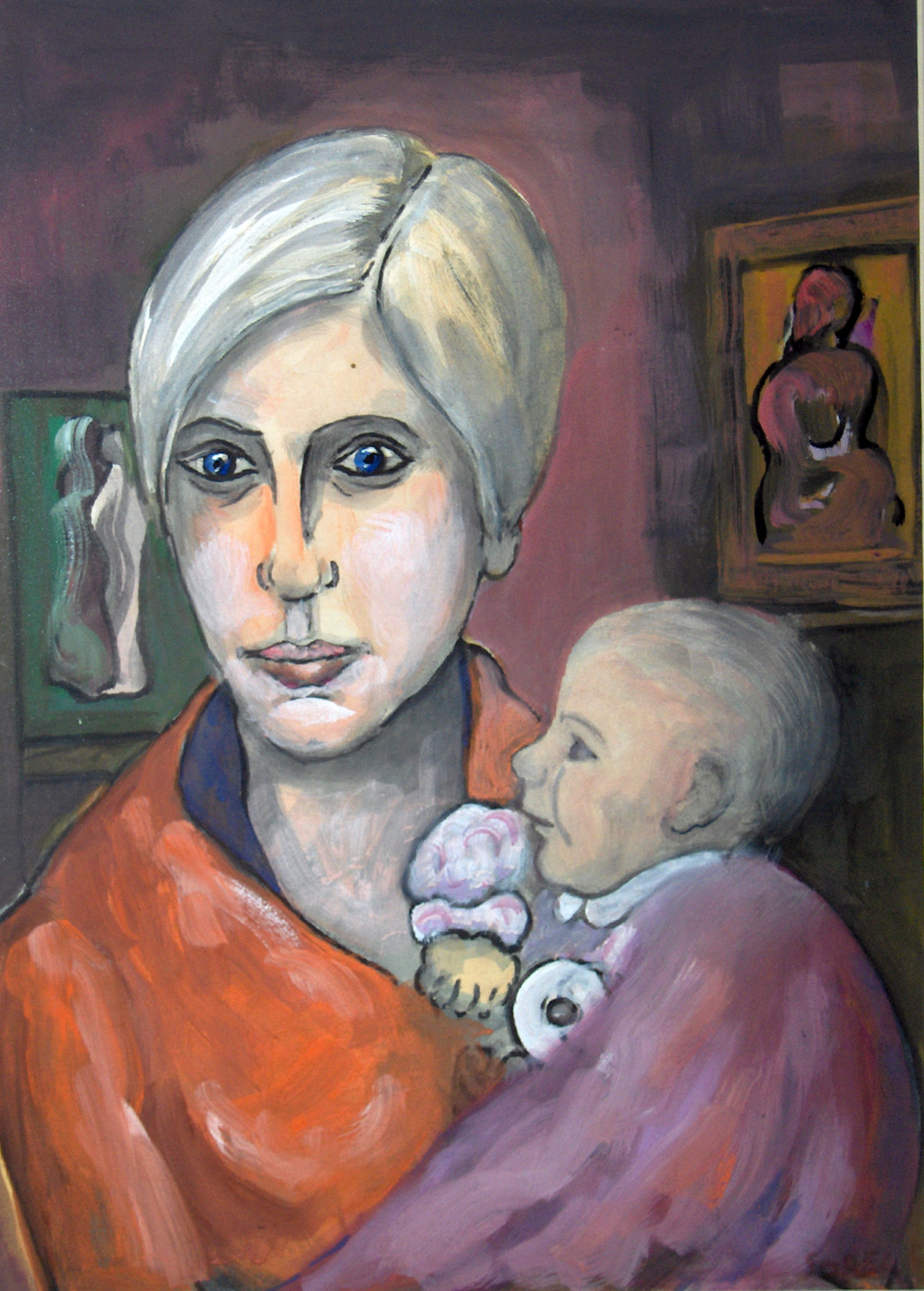
Mère et enfant (vers 1970).

Son intégrité artistique a fait de Gustaaf Sorel une valeur sûre en art. Tout en usant, pour dépeindre le milieu populaire qui l’entourait et qu’il affectionnait, d’une ligne souple et nette qui appartient en propre à son style pictural, il laissa sa manière figurative subir diverses influences, tant expressionnistes que cubistes ou constructivistes. Ses vues de ville ou de rue, par leurs façades grises, par leurs rues et ruelles désertées, expriment l’anonymité et la déprimante désolation de la ville et de ses habitants. Si le besoin d’évoquer un silence énigmatique et prenant semble chez lui obsessionnel, l’atmosphère de ses tableaux, même les plus sombres, n’apparaît toutefois jamais oppressante : la plupart du temps, une lumière tamisée, quelque part, rayonne d’une fenêtre ou d’une porte, ― jeu de lumière qui, ajoutant toutes sortes de contrastes, rend plus prégnante encore l’atmosphère de ses tableaux.
Un certain nombre de ses œuvres est exposé au Musée municipal des Beaux-Arts d’Ostende, cependant la plupart font partie de collections particulières. Son œuvre est représentée également dans les collections de plusieurs musées à l’étranger, notamment à Roubaix, Paris, Bordeaux et New York.
Son fils André Sorel est devenu lui aussi un peintre connu, et des œuvres de sa main figurent dans nombre de grandes collections et musées.

## Galerie

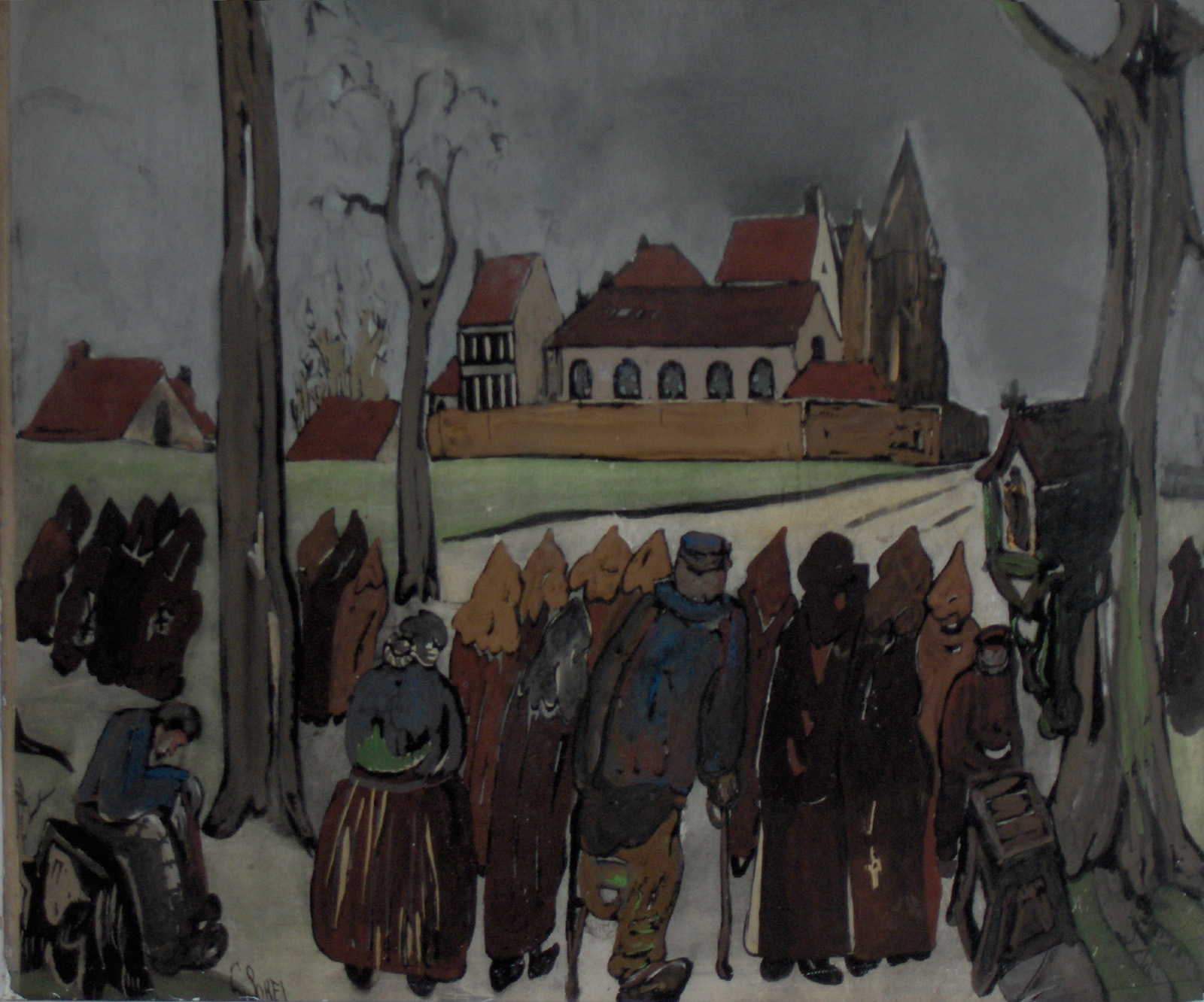
En route pour l’église (1935)
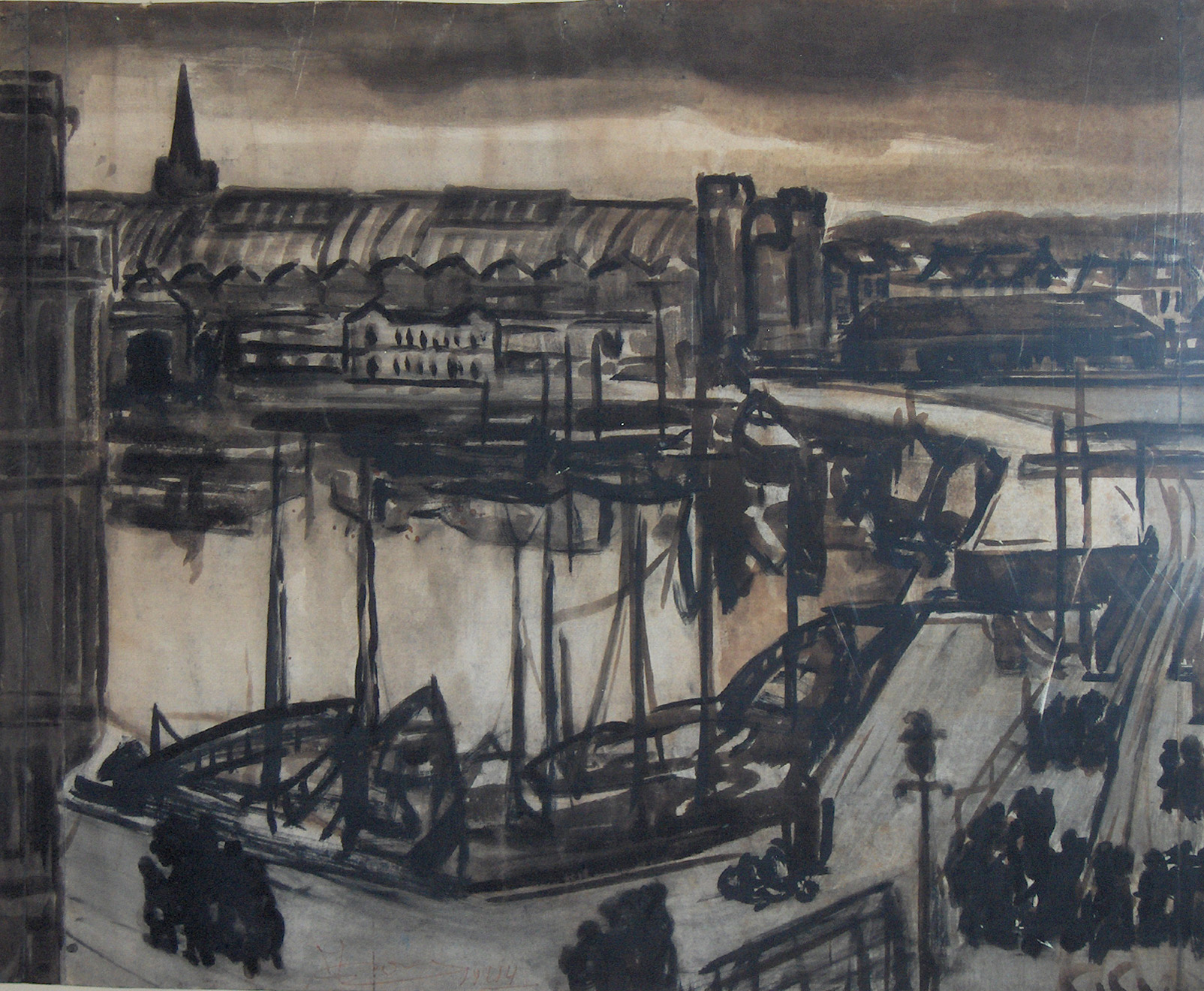
Les Bassins de commerce à Ostende (non daté)
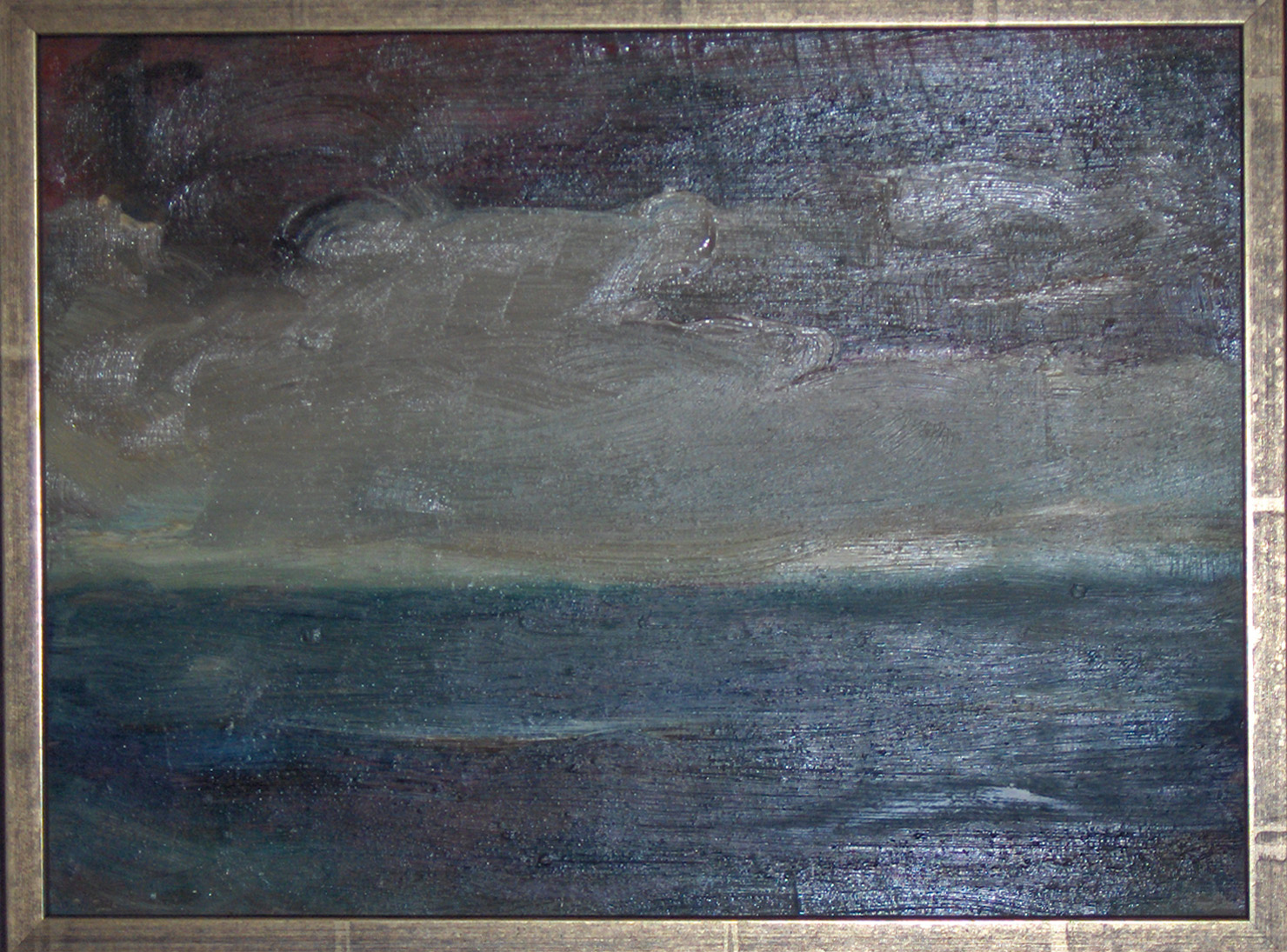
Marine (non daté)
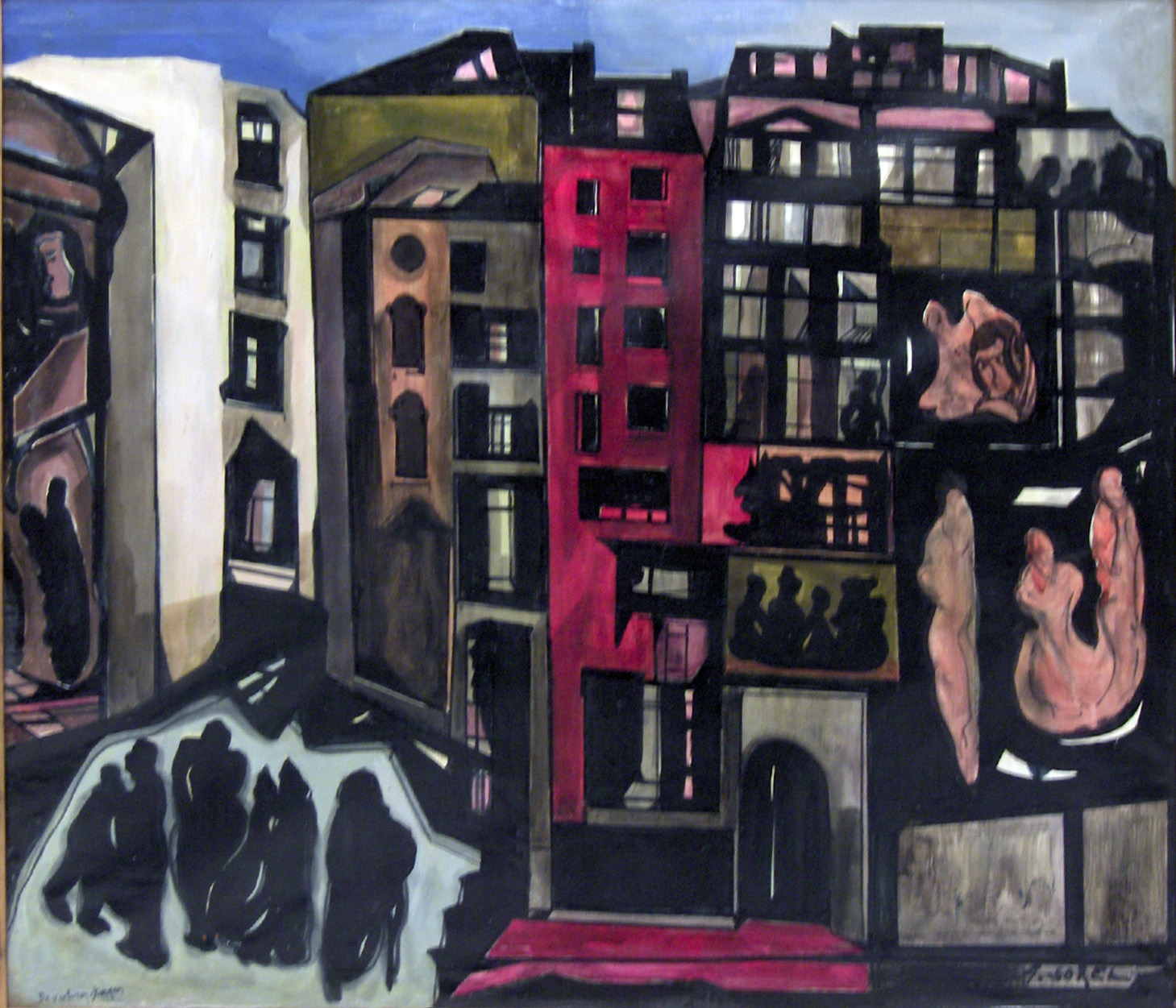
Les Pas perdus (non daté)
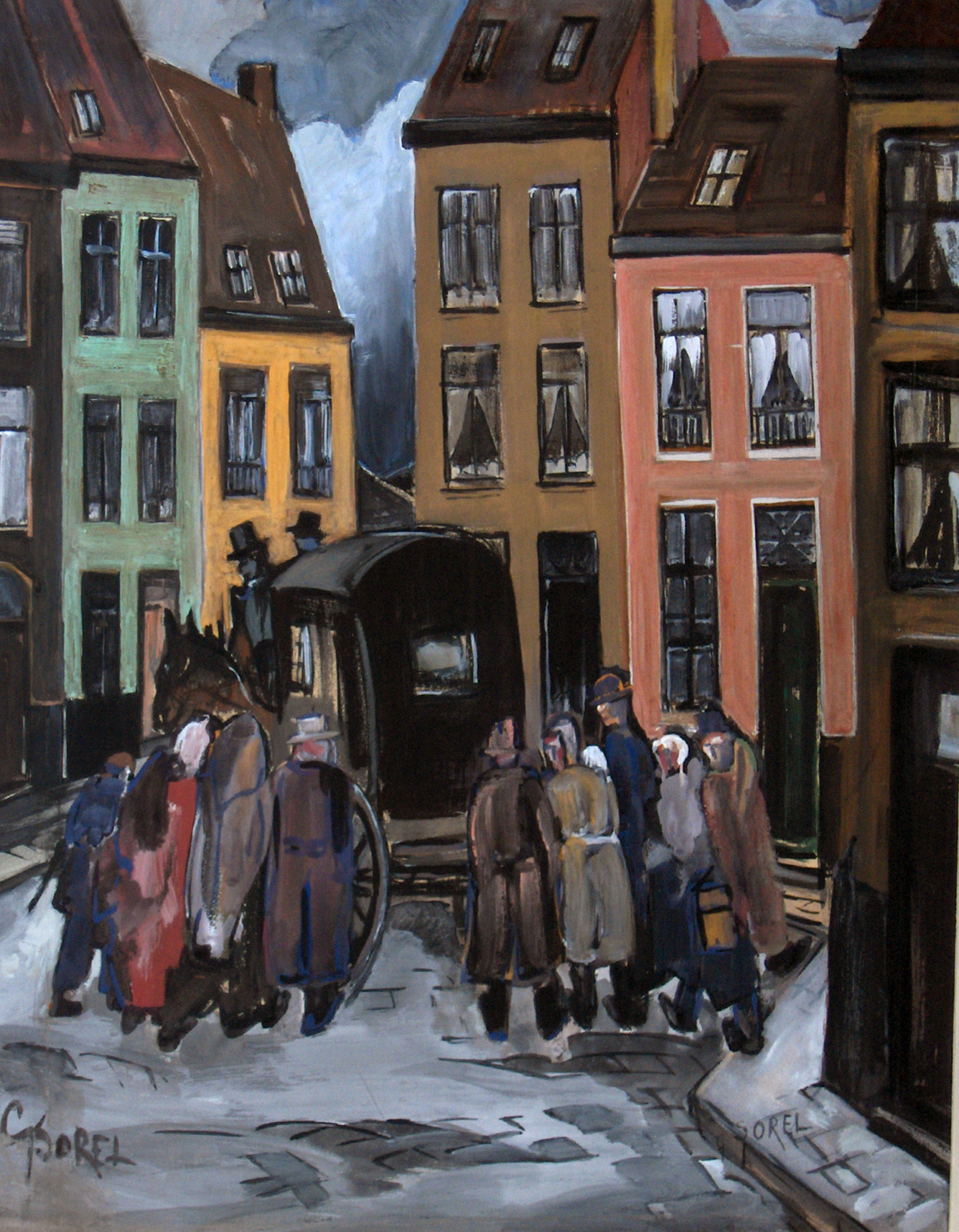
La Charrette des pauvres (non daté)
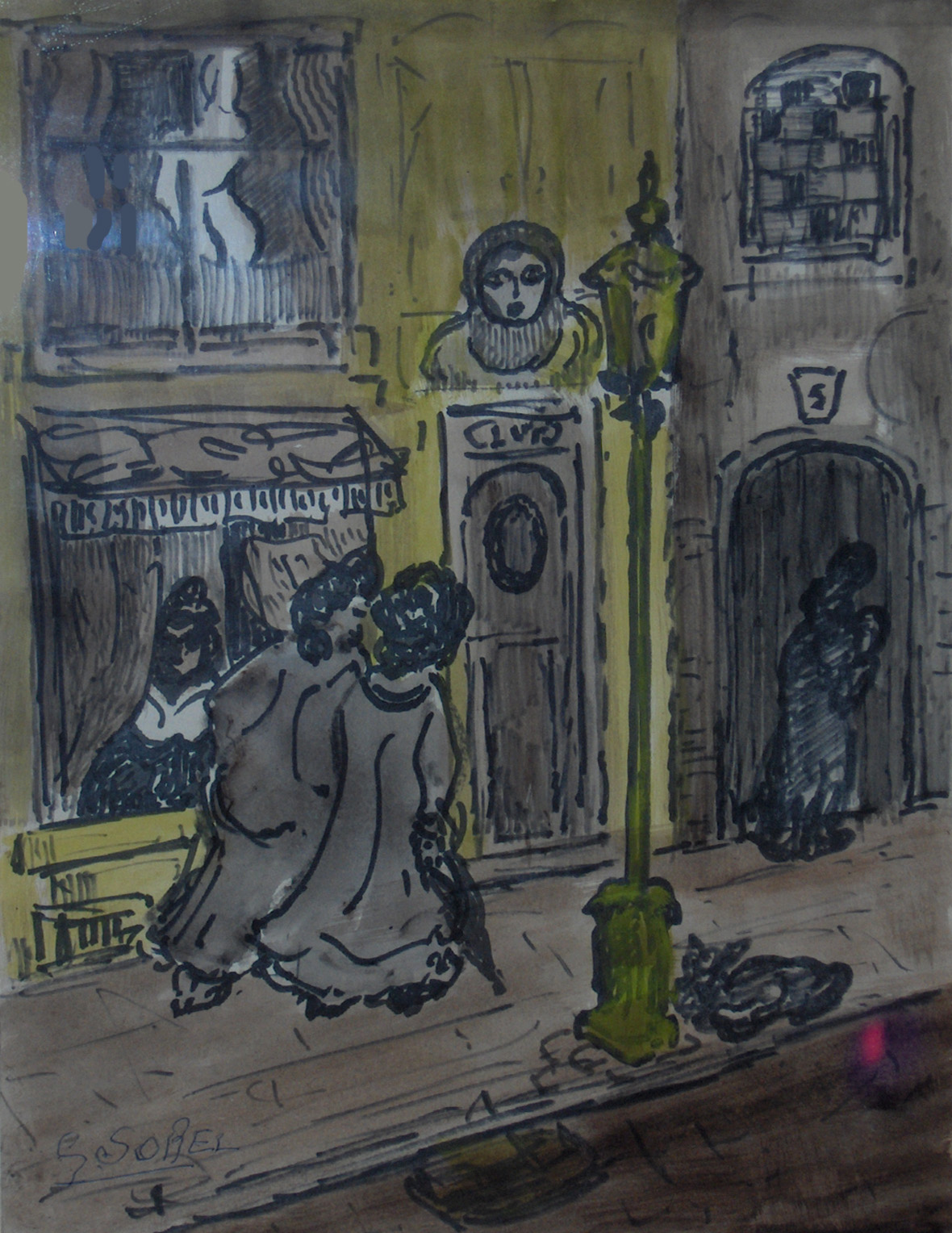
Rue avec réverbère et passants (non daté)
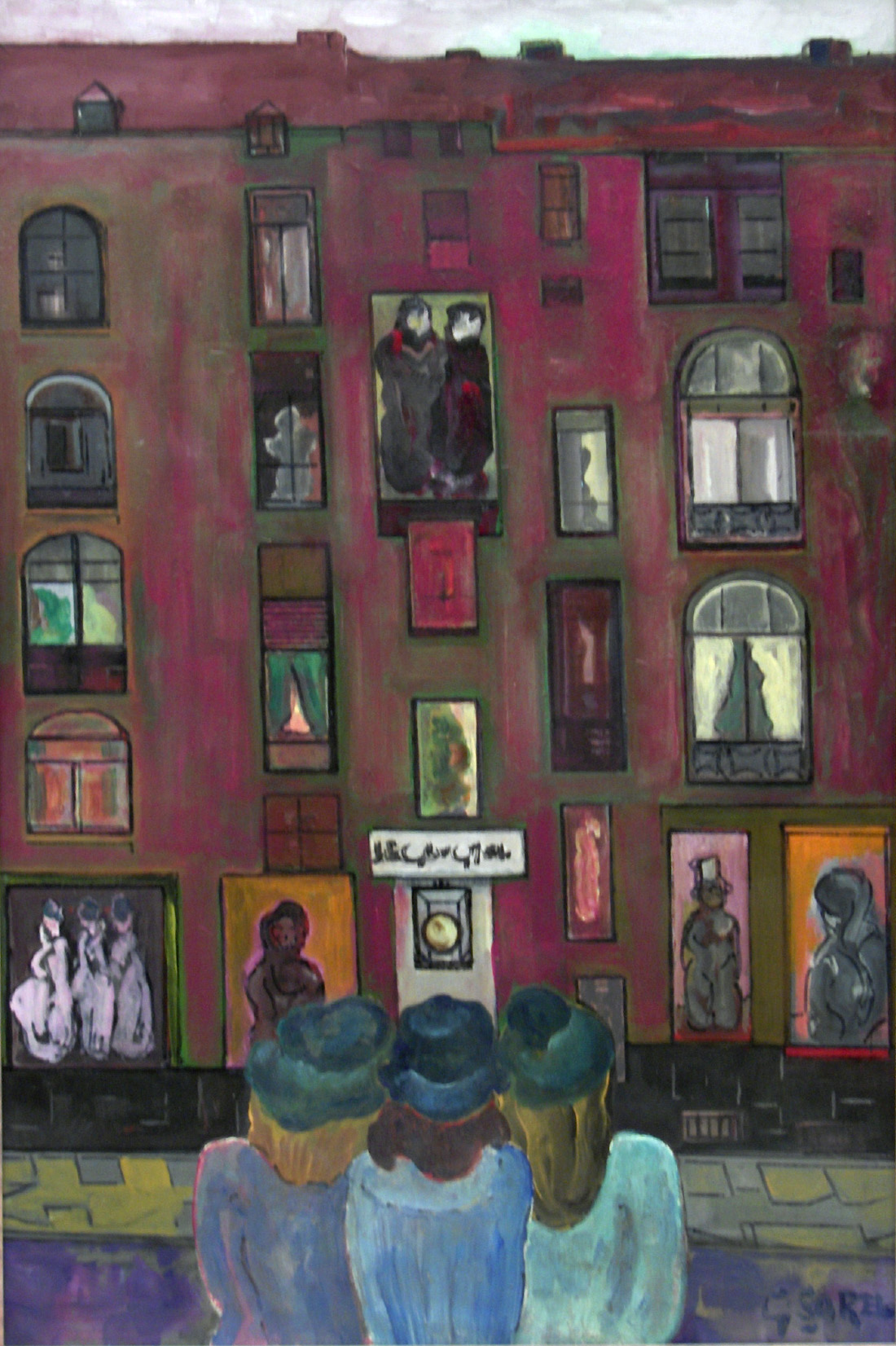
Trois femmes regardant des maisons (non daté)
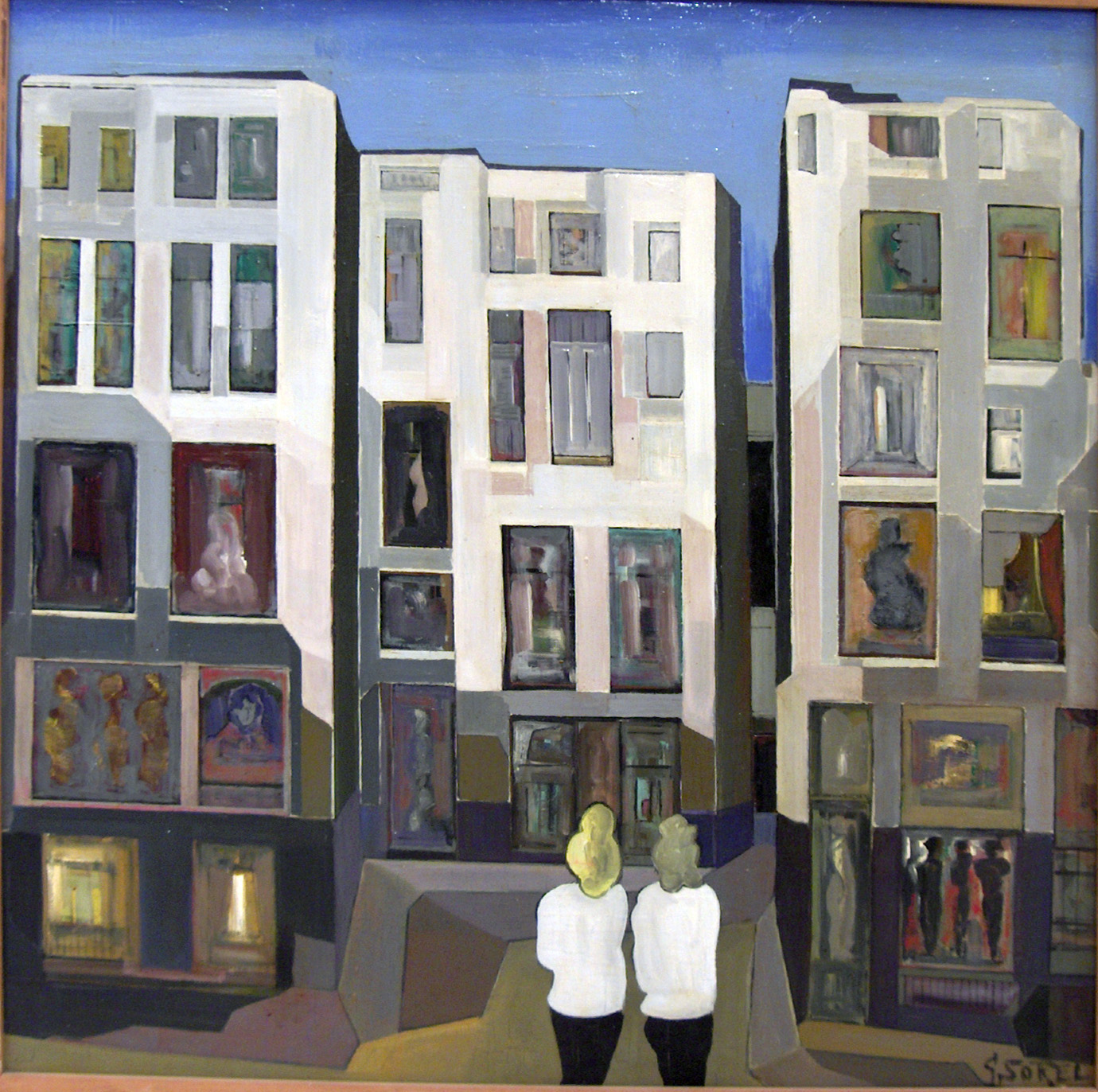
Les Sœurs jumelles (1960)